# Fusicatena macrospora
Fusicatena macrospora är en svampart som först beskrevs av Matsush., och fick sitt nu gällande namn av K. Matsush. & Matsush. 1996. Fusicatena macrospora ingår i släktet Fusicatena, divisionen sporsäcksvampar och riket svampar.   Inga underarter finns listade i Catalogue of Life.